# Estadio Jules Otten
El Jules Ottenstadion era un estadio multiuso que estaba ubicado en Gante, Bélgica. Era normalmente utilizado para partidos de fútbol, siendo la sede local del KAA Gent. Tenía una capacidad de 12.919 personas y fue construido en 1920, siendo demolido en 2018. Desde entonces, el KAA Gent juega sus partidos como local en el Arteveldestadion, denominado por cuestiones de patrocinio como Ghelamco Arena.